# The Dutch Boys

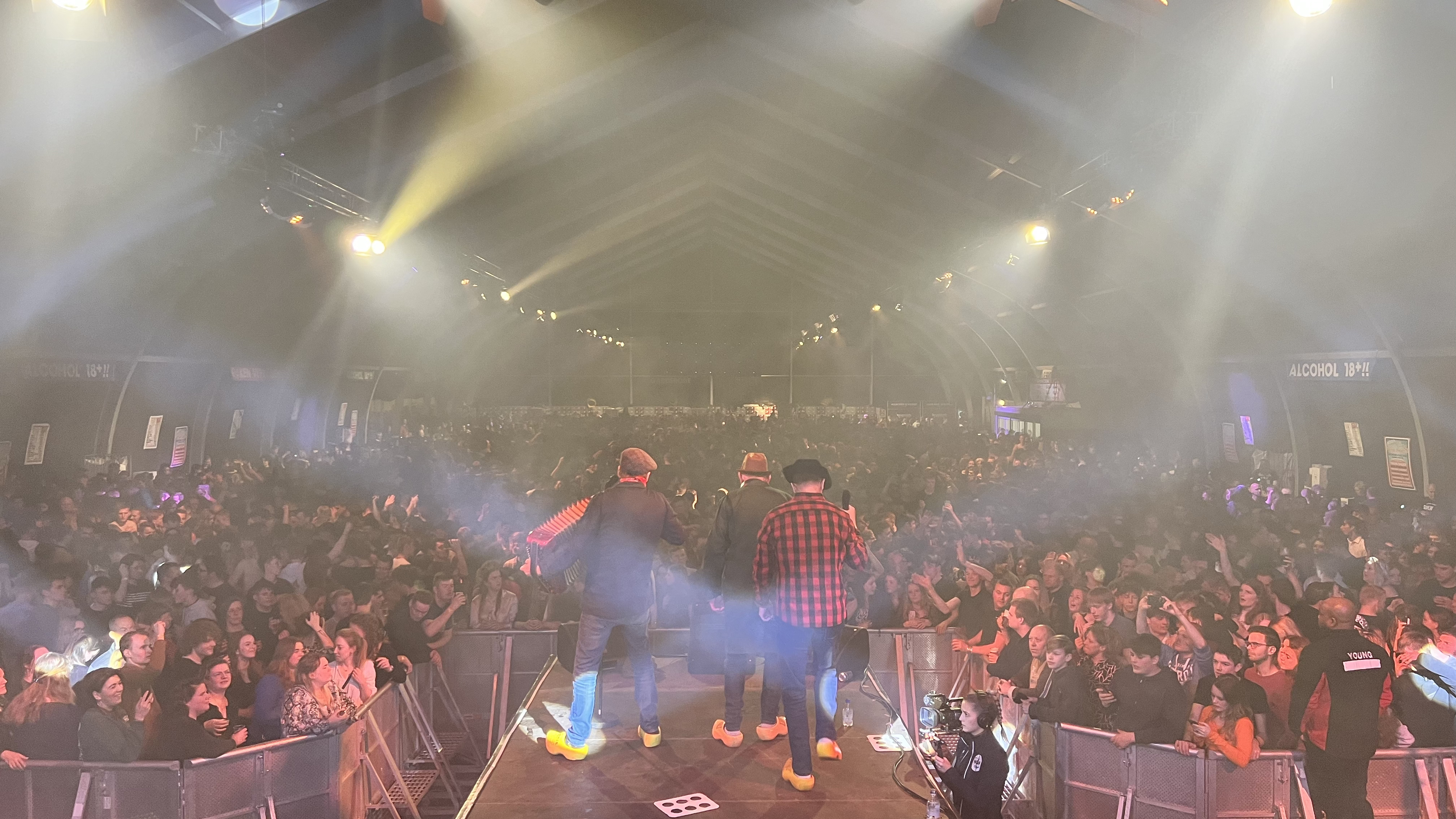
The Dutch Boys

The Dutch Boys is een Nederlandse band (trio) uit Zwartemeer, Drenthe.

## Geschiedenis
Oorspronkelijk heette de band The Thunderballs, maar in 1972 werd de naam veranderd in The Dutch Boys. Het repertoire bestond voornamelijk uit komische, vrolijke nummers. De nummers werden hoofdzakelijk gezongen in het Drents dialect. Jans Hoogeveen, Henk de Roo en Cor Maatje traden in het begin alleen in Zuidoost-Drenthe op. Zij traden in de beginperiode in etablissementen op waar ze als bezoeker niet naar binnen mochten, omdat er een minimumleeftijd van 18 jaar gold.
De groep kreeg in 1980 landelijke bekendheid met het nummer Eppo. Een optreden in Op volle toeren bij de TROS was het gevolg. Hun single Boer Harms werd een hit waaraan Henk de Roo gestalte gaf met kenmerkende stofjas, hoedje en oorwarmers. The Dutch Boys stonden met dit nummer in 1982 op nummer 9 in de Nationale Hitparade en tiende in de Top 40. Ook in België bleef het trio niet onopgemerkt. Na het succes van Boer Harms besloten de leden van The Dutch Boys om beroepsmuzikant te worden. In 1983 traden zij niet alleen in Nederland en België op, maar ook in Duitsland en op het Spaanse eiland Mallorca.
In 1988 stopte Henk de Roo wegens gezondheidsproblemen. Douwe Buiter van de Drentse groep Black Lake volgde hem op. Een volgende bezettingswisseling had plaats in 1994: Cor Maatje maakte plaats voor Henk van der Glas. Na 25 jaar besloot de groep het aantal optredens langzaam af te bouwen. De band verkocht de apparatuur en de vrachtwagen. Jans Hoogeveen legde zijn werk als beroepsmuzikant neer. Eind oktober 2007 stonden The Dutch Boys echter toch weer op het podium in Hellendoorn. Ook tijdens het carnaval van 2008 traden zij regelmatig op. In de zomer van 2008 traden zij opnieuw op in Hellendoorn, maar nu tijdens het "Helders Fees".
Sinds 2019 treden The Dutch Boys weer op in de originele bezetting; begin 2020 werd het melodietje van de single Boer Harms een hit op TikTok. Ze treden ook regelmatig op tijdens de tentfeesten van Tukker FM. In 2023 verscheen er een vinylsingle van de heren met de titel Ik zeg tjeu
Begin oktober 2024 maakte de band via Facebook bekend dat bandlid Henk de Roo slokdarmkanker heeft. "Henk zou Henk niet zijn als hij niet per se wil blijven optreden met Cor en Jans" als The Dutch Boys.
Op 23 november 2024 maakte de band bekend dat Henk de Roo per direct zou stoppen met optredens omdat hij slokdarmkanker had. Minder dan een maand later overleed De Roo op 69-jarige leeftijd. Dat meldden bandleden Cor Maatje en Jans Hoogeveen op hun Facebookpagina. Op 20 december 2024 kwam met de band Mooi Wark de single "Ik zal nooit meer dronken wezen" uit.  
Op 21 maart 2025 werd bekend dat The Dutch Boys door gaan, met zoon Hendry de Roo als nieuwe frontman. De Roo groeide op met de piratenmuziek en is vergroeid met de nummers van The Dutch Boys. Hij kende de heimelijke wens van zijn vader, maar twijfelde om het stokje in de band over te nemen. Nu heeft hij alsnog besloten om in de voetsporen te treden van zijn vader. Het eerst optreden met Henry was op het Mega Piratenfestijn 29 maart 2025 in Borger.

## Leden

### Huidig
- Jans Hoogeveen (1972-1997, 2019-heden)
- Cor Maatje (1972-1994, 2019-heden)
- Hendry de Roo (2025-heden)

### Voormalig
- Henk de Roo (1972-1988, 2019-2024; overleden in 2024)
- Douwe Buiter (1988-1997)
- Henk van der Glas (1994-1997, overleden in 2025)

## Discografie Single's
- Onze Jan / Marjolijn (1976)
- 't is weer zomer / Zeg pa (1977)
- Zeg pa, Mag ik een gitaar / 't is weer zomer (1980)
- Eppo / Dutchy (1980)
- Boer Harms / In Tirol (1982) - #10 in de Top 40
- Vrouw Harms / Hoog in de bergen (1982)
- Boer Harms (Duitse versie) / Holzschuh Disco (1982)
- Bauer Harm disco / Holzschuh-Disco (1982)
- Mien zwien / Boer Harms wordt miljonair (1983) - #21 in de Top 40
- America en Olde Pekela / Van je ras-ras-ras (1983) - #20 in de Top 40
- Ik proat plat / Boerenboogie (1983)
- Geert, mien Belgisch peerd / Hooi, stro en gras (1984)
- Kouvanjou / Geen sloot te diep  (1984)
- Mesjeu hef joe ain simmer frai / De lederbroek (1984)
- Zo dom als klaverstro / Breekie breek (1985)
- Ik zal nooit meer dronken wezen / 't is gebeurt (1985)
- Ik hoal heur met mien brommer op / Mijn kleine boterbloem (1986)
- Woar is Mien fiets Katrien / Klazina (1986)
- Bartje Speisemöhren / Bartje Speisemöhren (1986)
- I speak English very well / Wat is boer zonder walkman (1987)
- De Schotse horlepijp / De bloemkool polka (1988)
- 't Is weer eens later geworden / Gerstennat (1989)
- We gaan dit jaar niet naar Zwitserland /  (1989)
- De zomer is weer in 't land / Feesten in de stal (1990)
- Heini onze haan / Wakkedie, wakkeda (1991)
- Geen sloot is te diep / Oh, wat een geluk (1991)
- Stappen in Olde Pekela / Mijn trabbie (1992)
- Doar zakt me de broek van af / Housen op de deel (1993)
- Op de motor / Wij houd van rock en roll (1993)
- Vin' je 't gek / Onze Hennik (1994)
- Halleluja / Waarom nou? (1997)
- 25 Jaar / Vandaag vuul ik me goed (1998)
- Dikke vrouwen hebben zoveel meer / Vandaag vuul ik me goed (1999)
- De Euro / Ik ben Boer Harms (2001)
- Zwaaien naar de bar / Zwaaien naar de bar (artiestenversie) (2010)
- Ik zeg tjeu / De nieuwe grasmasjien (2023)
- Ik zal nooit meer dronken wezen m.m.v. Mooi Wark (2024)

## Discografie Albums
- Boerenklompen disco (1982)
- Op z'n boerenfluitjes (1984)
- Beestenboel (verzamel) 1984)
- Feesten met Boer Harms (verzamel) (1994)
- Boer Harm (verzamel) (1999)
- Vrogger (2002)
- Het beste van The Dutch Boys (verzamel) (2010)
- Favorieten Expres (verzamel) (2020)